# دولاژ

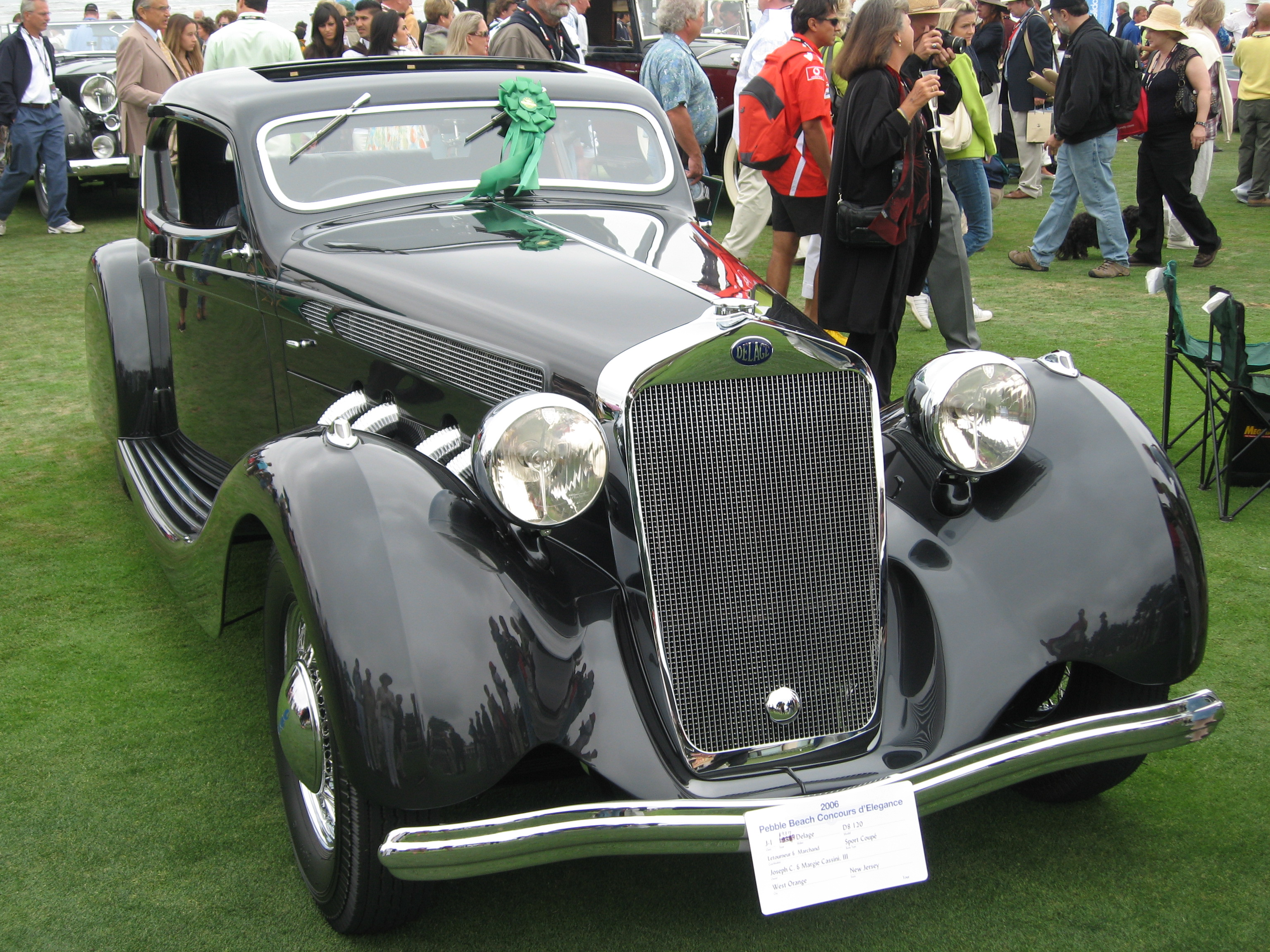
Delage D8-120

دولاژ (به انگلیسی: Delage) یک شرکت خودروسازی لوکس و اتومبیل‌های مسابقه‌ای فرانسوی بود که در سال ۱۹۰۵ توسط لویی دولاژ در لوالوآ-پره در نزدیکی پاریس تأسیس شد. در سال ۱۹۳۵ توسط دلاهیه خریداری شد و در سال ۱۹۵۳ فعالیت خود را متوقف کرد.
در ۷ نوامبر ۲۰۱۹، انجمن "Les Amis de Delage" که در سال ۱۹۵۶ ایجاد شد و مالک برند دولاژ بود، تأسیس مجدد شرکت دولاژ اتومبیلز را اعلام کرد.

## مدل‌ها
- دولاژ دی۴
- دولاژ دی۶
- دولاژ دی۸
- دولاژ دی۱۲